# Grashofs tal
Grashofs tal, Gr, är en dimensionslös storhet inom strömningsmekaniken och värmeöverföringen som beskriver förhållandet mellan flytkraft och viskositet hos en fluid. Talet används till stor del vid studiet av naturlig konvektion. Talet har fått sitt namn efter den tyske ingenjören Franz Grashof.
{\displaystyle \mathrm {Gr_{L}} ={\frac {g\beta (T_{s}-T_{\infty })L^{3}}{\nu ^{2}}}\,} för en vertikal platta
{\displaystyle \mathrm {Gr} _{D}={\frac {g\beta (T_{s}-T_{\infty })D^{3}}{\nu ^{2}}}\,} för rör
där index L och D syftar på den karaktäristiska längd som används för Grashofstalet.
g = tyngdaccelerationen
β = volumetrisk, termisk utvidgningskoefficient (ungefär lika med 1/T, för ideala fluider, där T är den absoluta temperaturen)
Ts = yttemperatur
T∞ = omgivningstemperatur
L = längd
D = diameter
ν = kinematisk viskositet
Övergången till turbulent strömning sker inom spannet {\displaystyle 10^{8}<\mathrm {Gr} _{L}<10^{9}} för naturlig konvektion från en vertikal platta. Vid högre Grashof tal är gränsskiktet turbulent, och vid lägre är gränsskiktet laminärt.
Multipliceras Grashofs tal med Prandtls tal erhålls Rayleighs tal, en dimensionslös storhet som beskriver vissa former av konvektion inom värmeöverföringen. 